# Vargem Bonita (Santa Catarina)
Vargem Bonita – miasto i gmina w Brazylii, w stanie Santa Catarina. Znajduje się w mezoregionie Oeste Catarinense i mikroregionie Joaçaba.